# Oberbalm
Oberbalm (Bernduits: Oberbaum) is een gemeente en plaats in het Zwitserse kanton Bern, en maakt deel uit van het district Bern-Mittelland.
Oberbalm telt 879 inwoners.